# Azerailles
Azerailles település Franciaországban, Meurthe-et-Moselle megyében. Lakosainak száma 770 fő (2022. január 1.). Azerailles Baccarat, Brouville, Flin, Gélacourt, Glonville és Hablainville községekkel határos.

## Népesség
A település népességének változása:
| Lakosok száma | 846  | 798  | 792  | 833  | 800  | 789  | 771  | 755  | 750  | 770  |
|               | 1968 | 1982 | 1990 | 2006 | 2013 | 2015 | 2017 | 2019 | 2020 | 2022 |